# Jazz (parola)

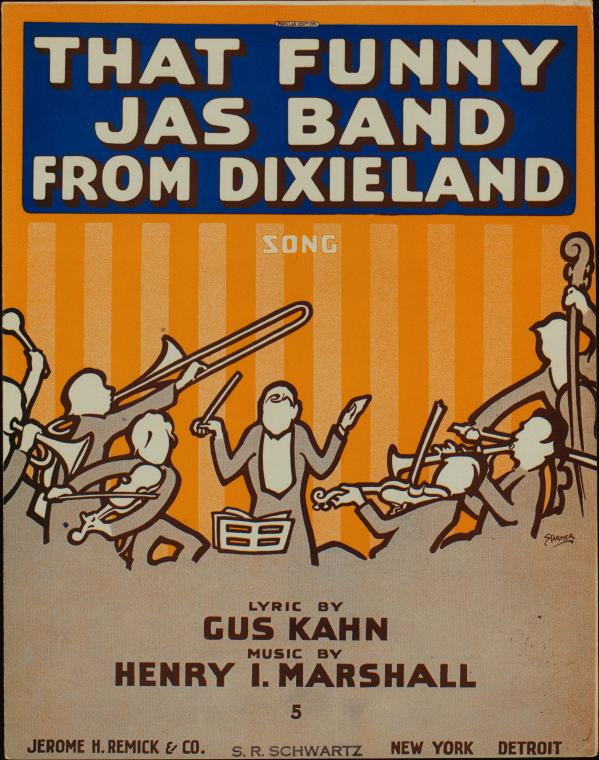
Copertina di spartiti del 1916; ortografie come "jas", "jass" e "jasz" furono viste fino al 1918.

L'origine della parola jazz è una delle etimologie più ricercate nell'inglese americano moderno. L'interesse per la parola, denominata Parola del Novecento dalla American Dialect Society, ha dato luogo a ricerche considerevoli e la storia linguistica è ben documentata. "Jazz" iniziò come un termine slang della West-Coast intorno al 1912. Il significato variava, ma la parola inizialmente non si riferiva alla musica. "Jazz" cominciò a significare musica jazz a Chicago intorno al 1915.

## Etimologia
L'origine della parola jazz (che veniva originariamente scritta jass) è incerta.
Un'ipotesi fa derivare la parola jass dalla parola di etimologia francese jaser (gracchiare, fare rumore, perfino copulare nel dialetto della Louisiana francofona del XVIII secolo).
La linea etimologica francese jaser-jass sembra avvalorata dai giornali dalla fine del 1800 al 1918 e dalle testimonianze di musicisti di New Orleans, secondo cui questa musica veniva considerata in ambienti tradizionali come "fracasso", "rumore sgradevole", musica "cacofonica".
In contrasto con questa teoria, recenti testimonianze raccolte tra alcuni musicisti in attività a New Orleans all'inizio del XX secolo indicano che la parola non è stata usata a New Orleans per denotare una musica fino al 1917, quando vi arrivò in una lettera che Freddie Keppard spedì da Chicago a Joe "King" Oliver, che la mostrò al suo protetto Louis Armstrong.
Un'ipotesi recente è che la parola abbia una provenienza settentrionale, con le attestazioni di uso localizzate nell'area di San Francisco. Il ricercatore Gerald Cohen ha appurato che la parola inizia ad apparire sul giornale San Francisco Chronicle nel 1913, come sinonimo di vigore, energia, effervescenza. Il cronista che la usò l'avrebbe mutuata da un altro cronista, che a sua volta l'avrebbe udita usare da giocatori di dadi durante una partita.
Altri associano la parola jazz al gergale to jizz (jism), parola sconcia che indica la virilità maschile. Così per alcuni jazz music sarebbe quindi stata "musica da eiaculazione" per la sua presenza nei bordelli, per altri avrebbe inizialmente significato "musica da poco" ovvero - in positivo - "musica effervescente". Se anche questo fosse vero, è molto probabile che questa associazione si fosse persa nel 1913 o difficilmente la parola sarebbe stata stampata su un quotidiano.
Ad ogni modo dopo che la parola "jazz" fu resa famosa, essa si arricchì rapidamente di connotazioni anche negative al punto da essere talvolta utilizzata come epiteto: un noto esempio è un articolo molto critico del "Times Picayune".
Altri ritengono che la parola jazz derivi da Jar, che in inglese significa vaso. In effetti, i primissimi suonatori di colore usavano dei vasi rovesciati come percussioni: da qui, dall'inglese "to play jares" suonare dei vasi, delle giare oppure dei barattoli nascerebbe l'espressione. Suonare con dei vasi la cui pronuncia è la stessa di "to play jazz". Pian piano sarebbe diventato appunto Jazz.

## Uso nel baseball
I riferimenti al baseball furono usati da E.T. "Scoop" Gleeson sul San Francisco Bulletin. Dick Holbrook e Peter Tamony hanno trovato articoli scritti a Boyes Hot Springs, in California, dove si stava allenando la squadra di baseball dei San Francisco Seals. In un articolo del 3 marzo 1913 'jazz' è sinonimo di assurdità. George Clifford McCarl era stato chiamato un "busher", come in "bush league", che significa lega minore o di seconda classe. Ma Gleeson scrive, al contrario, "questa droga è molto legata al "jazz". Altri usi si trovano in "Ognuno è tornato nella città vecchia piena del vecchio 'jazz' e promettono di far impazzire i fan con la loro musica". "Cos'è il 'jazz'? Perché, è un po' di quella 'vecchia vita', il 'gin-i-ker', il 'pep', altrimenti noto come entusiasmo". L'articolo dice che "i membri si sono formati sul ragtime e sul 'jazz' e il manager Del Howard dice che non c'è modo di fermarli." Il contesto dell'articolo mostra che non si intende il significato musicale di "jazz"; piuttosto, il ragtime e il "jazz" erano entrambi usati come indicatori di uno spirito esuberante.

Il 5 aprile 1913 il Bulletin pubblicò un articolo di Ernest J. Hopkins intitolato "Elogio del 'jazz', una parola futurista che è appena entrata nel linguaggio". L'articolo, che usava l'ortografia "Jaz" e "jazz" in modo intercambiabile, discuteva a lungo il termine e includeva una definizione positiva.

"Jazz" (Cambiamo l'ortografia ogni volta in modo da non offendere nessuna delle due fazioni) può essere definito, ma non può essere sinonimo. Se ci fosse un'altra parola che esprimesse esattamente il significato di "Jaz", "jazz" non sarebbe mai nato. Una nuova parola, come un nuovo muscolo, nasce solo quando ce n'è bisogno da molto tempo... Questa parola straordinaria e dal suono soddisfacente, tuttavia, significa qualcosa come vita, vigore, energia, effervescenza dello spirito, gioia, vigore, magnetismo , verve, virilità, esuberanza, coraggio, felicità – oh, a che serve? – Jazz.

Nel 2003 il Los Angeles Times riferì di un bibliotecario della New York University che disse di aver trovato la parola "jazz" usata in un articolo sportivo del New York Times del 2 aprile 1912. Sotto il titolo "Ben’s Jazz Curve" l'articolo cita giocatore di baseball Ben Henderson che dice a un giornalista che ha chiamato la sua palla curva "la palla Jazz perché oscilla e semplicemente non puoi farci niente."
Il termine"jazz" nel senso di vivacità ed entusiasmo continuò ad essere utilizzato in California per diversi anni prima di essere sommerso dal suo significato musicale. Barry Popik trovò esempi dal Daily Californian e dal Daily Palo Alto che mostravano che "jazz" era un termine gergale all'Università della California, Berkeley, dal 1915 al 1917 e alla Stanford University dal 1916 al 1918.

## Applicazione alla musica
Dick Holbrook pubblicò le sue scoperte sulla rivista Storyville. Tra questi c'era William Demarest, un attore, che disse di aver sentito la parola nel 1908 da giovane musicista a San Francisco, quando la band fu incoraggiata a suonare con più energia. Il clarinettista Bud Jacobson disse che la parola fu usata a Chicago per promuovere la band Art Arseth all'Arsonia Cafe nel 1914. Fred R. Shapiro, redattore dello Yale Book of Quotations, la trovò applicata alla musica nel Chicago Daily Tribune dell'11 luglio, 1915.

Il blues è jazz e il jazz è blues... il virus si era trasformato, trasformato nel fox trotting. E il "blues" ce l'aveva fatta. Il "jazz" aveva rinvigorito le gambe che si erano arrampicate troppo a lungo per le 5:15....  Nel luogo successivo una giovane donna stava tenendo separati "Der Wacht Am Rhein" e "Tipperary Mary" quando entrò l'interrogatore. "Cosa sono i blues?" chiese gentilmente. "Jazz!" La voce della giovane donna si alzò fino a sovrastare il pianoforte.... I blues non sono mai scritti in musica, ma sono interpolati dal pianista o da altri musicisti. Non sono nuovi. Sono appena rinati in popolarità. Sono iniziati nel sud mezzo secolo fa e originariamente sono le interpolazioni dei neri in origine. Il loro nome commerciale è "jazz".... Quindi "Jazz" Marion si sedette e mostrò la vena di blues più blu mai sentita sotto il blu. Oppure, se ti piace di più: "Blue" Marion si sedette e vivacizzò la vena jazzistica più jazz di sempre. I sassofonisti fin dall'avvento del "jazz blues" hanno iniziato a indossare "collari jazz", cose ordinate e decollate che danno pieno suono alla gola e alla trachea, in modo che le note che escono dai tubi non soffrano per mancanza di blues, quei meravigliosi blues.

Gli esempi nelle fonti di Chicago continuarono con il termine che raggiunse altre città entro la fine del 1916. Nel 1917 il termine era ampiamente utilizzato. Il primo uso conosciuto a New Orleans, scoperto dal lessicografo Benjamin Zimmer nel 2009, apparve sul Times-Picayune di New Orleans il 14 novembre 1916:

Le riviste teatrali hanno preso conoscenza delle "band Jas" e in un primo momento queste organizzazioni di sincope sono state accreditate di aver avuto origine a Chicago, ma chiunque abbia mai frequentato la "cintura di tango" di New Orleans sa che la vera casa delle "band Jas" è proprio qui. Resta però agli artigiani del palcoscenico il riconoscimento formale alle "bande Jas" di New Orleans. Il giorno degli "Stage Workers", ballo in maschera annuale, che è 23 novembre, gli addetti al palco della città stanno per attraversare la città guidata da una vera e propria "jas band." Dove e quando abbiano avuto origine queste band, fino a quest'inverno conosciute solo a New Orleans, è una questione controversa. Si sostiene che siano la conseguenza delle cosiddette "bande di pesce" dei campi in riva al lago, degli affari del sabato e della domenica sera... Resta però il fatto che la loro popolarità ha già raggiunto Chicago, e che New York probabilmente sarà invasa dopo. Ma comunque sia, resta il fatto che gli unici e gli originali si trovano qui e solo qui. I "ragazzi dietro le quinte" hanno chiamato la loro sfilata "Jas parade". Sarà un affare automobilistico con gli attori e le attrici dei vari teatri proprio dietro la band. La palla sarà all'Washington Artillery.

Non è chiaro chi abbia applicato per primo il termine "jazz" alla musica. Uno dei principali contendenti è Bert Kelly, un musicista e bandleader che aveva familiarità con il termine gergale californiano poiché era un banjoista nell'orchestra di Art Hickman. Kelly formò la Bert Kelly’s Jazz Band e affermò in una lettera pubblicata su Variety il 2 ottobre 1957, che aveva iniziato a usare "la parola Far West 'jazz', come nome per una band da ballo originale" nel 1914. L'affermazione di Kelly è considerata plausibile, ma manca la verifica contemporanea, anche se il Literary Digest scrisse il 26 aprile 1919 "la frase 'jazz band' fu usata per la prima volta da Bert Kelly a Chicago nell'autunno del 1915, ed era sconosciuta a New Orleans".
Il trombonista Tom Brown guidò una band di New Orleans a Chicago nel 1915 e affermò che il suo gruppo era stato il primo a essere pubblicizzato come una band "jass". Poco dopo fu la Original Dixieland Jass Band o, in alcuni resoconti, un predecessore chiamato Dixie Jass Band di Stein, presumibilmente così chiamato dal manager del caffè di Chicago Harry James. Secondo un articolo del novembre 1937 su Song Lyrics, "Una coppia impazzita per la danza gridò alla fine di un ballo, Jass it up boy, dacci un po' più di Jass.' Il promotore Harry James ha immediatamente colto questa parola come il soprannome perfetto per rendere popolare la nuova mania."
Se la cronologia della Original Dixieland Jass Band è corretta, non ha ricevuto il nome "jass" fino al 3 marzo 1916, che sarebbe troppo tardi per essere il creatore. In una causa del 1917 riguardante il copyright delle canzoni, i membri di quello che divenne l'O.D.J.B. testimoniarono sotto giuramento che la band suonava a Chicago sotto il nome di Stein’s Dixie Jass Band.
Nel Volume II del suo Supplemento (1976) e quindi nella seconda edizione del 1989, l'Oxford English Dictionary fornì una citazione del 1909 per l'uso di "jazz" su un disco grammofono di "Uncle Josh in Society." Il ricercatore David Shulman dimostrò nel 1989 che questa attestazione era un errore basato su una versione successiva della registrazione; la registrazione del 1909 non usa la parola "jazz". Gli editori hanno riconosciuto l'errore e la voce rivista di "jazz" nell'OED Online ha cambiato la data di questa citazione con una nota sull'errore. Ma molte fonti secondarie continuano a mostrare il 1909 come il primo esempio conosciuto della parola, basato sulla voce originale dell'Oxford English Dictionary.
Il Grand Larousse Dictionnaire de la Langue Française e l'Über englisches Sprachgut im Französischen citano un uso del 1908 di jazband, un'orchestra jazz, nel giornale parigino Le Matin. Questo è un errore tipografico per il 1918.

## Altri significati
In una lettera del 1831, Lord Palmerston scrisse in riferimento a Charles Maurice de Talleyrand-Périgord, del "vecchio Talley che suonava il jazz e raccontava storie a Lieven, Esterhazy e Wessenberg." Gli studiosi credono che Palmerston non stesse usando il termine "jazz" in senso moderno, ma stesse semplicemente anglicizzando il francese jaser nel suo significato standard di chiacchierare o chiacchierare. Non esistono altri esempi dell'utilizzo di Palmerston, escludendolo quindi come origine.

## Altre proposte etimologiche
In un articolo del 5 agosto 1917 del New York Sun, Walter J. Kingsley affermò che "jaz" ha un'origine africana. "Nei suoi studi sul patois (termine usato per descrivere una lingua considerata non regolare) e sull'idioma creoli a New Orleans Lafcadio Hearn ha riferito che la parola 'jaz', che significa accelerare le cose, provocare eccitazione, era comune tra i neri del Sud, ed era stato adottato dai creoli come un termine da applicare alla musica di tipo sincopato rudimentale." Ma recenti ricerche delle opere di Lafcadio Hearn non hanno trovato alcuna menzione della parola. Lawrence Gushee sostiene che la citazione di Kingsley da Hearn è molto probabilmente fraudolenta.
Geoffrey C. Ward e Ken Burns in Jazz: A History of America’s Music (2000) e Hilton Als nella New York Review of Books il 27 marzo 2003, suggeriscono che "jazz" derivi dal profumo di gelsomino che le prostitute indossavano nel quartiere a luci rosse di New Orleans. Questa teoria deriva dai ricordi del musicista jazz Garvin Bushell raccontati a Mark Tucker in Jazz from the Beginning (1988). Bushell disse di aver sentito questa derivazione nel circo dove iniziò a lavorare nel 1916. Sembra trattarsi di una falsa etimologia non supportata da prove. Ward e Burns hanno anche suggerito che il termine "jazz" derivi da "jezebel", un termine del diciannovesimo secolo per indicare la prostituta.
Una storia associa jazz con la prima parte della parola 'gelsomino'. I francesi portarono con sé l'industria dei profumi a New Orleans e l'olio di gelsomino era un ingrediente popolare. Aggiungerlo a un profumo veniva chiamato "jassing it up" (rinforzarlo). Il forte profumo era popolare nel quartiere a luci rosse, dove una ragazza che lavorava poteva avvicinarsi a un potenziale cliente e dire, "Stasera hai in mente il jazz, giovanotto?".
S. Frederick Starr afferma lo stesso uso di jezebel, radicato nell'Antico Testamento. A New Orleans, il termine è stato cambiato in "jazzbelle", con magnaccia o altri maschi chiamati "jazzbeau".
DuBose Heyward, autore di "Porgy", nel suo libro Jasbo Brown and Selected Poems (1924), afferma che il jazz potrebbe aver preso il nome da Jazbo Brown.
Kingsley affermò che la frase "jaz her up" era usata dagli schiavi delle piantagioni e che nell'uso comune del vaudeville "jaz her up" o "put in jaz" significava accelerare o aggiungere una commedia bassa, mentre "jazbo" significava "hokum".
Il bandleader Art Hickman ha detto che "jazz" prende il nome dalle sorgenti effervescenti di Boyes Springs. Fece questa affermazione sul San Francisco Examiner del 12 ottobre 1919 e sul San Francisco Chronicle del 9 novembre 1919.

## Valore in un gioco di parole
Al di fuori della sua storia etimologica, la parola jazz è nota anche per essere la parola più difficile da indovinare nel gioco l'impiccato. Ciò è dovuto alla breve lunghezza della parola, al fatto che ha una sola vocale e al fatto che le lettere J e Z che compongono i restanti tre quarti sono due delle lettere meno usate dell'alfabeto latino.